# Станкевич Дмитро Геннадійович
Станкевич Дмитро Геннадійович (1956 р. н.) — український астроном, спеціаліст з комп'ютерного моделювання розсіювання світла реголітами планет і Місяця, а також цифрової обробки астрономічних зображень. Лауреат Державної премії УРСР в галузі науки і техніки (1986).

## Життєпис
1978 року закінчив Харківсий державний університет. Працював в Інститут Радіофізики та Електроніки Академії наук УРСР над розробкою програмного та апаратного забезпечення засобів цифрової обробки астрономічних та космічних зображень. За ці роботи здобув Державну премію УРСР в галузі науки і техніки 1986 року.
1988 перейшов працювати в Харківський університет. Продовжив роботу з обробки астрономічних та космічних зображень, працював над питаннями розсіювання світла поверхнями космічних тіл. 1989 року захистив кандидатську дисертацію «Дослідження поверхні Венери методами цифрової обробки зображень».
Від 2001 працює доцентом кафедри астрономії фізичного факультету ХНУ, викладає загальну астрономію, теоретичну астрофізику, комп'ютерні технології в астрономії. Керує дипломними бакалаврськими та магістерськими роботами студентів, науково-дослідними роботами школярів в Малій академії наук, читає науково-популярні лекції.

## Відзнаки
- Державна премія УССР в галузі науки і техніки (1986)[2]